# Koślaczek stożkowaty

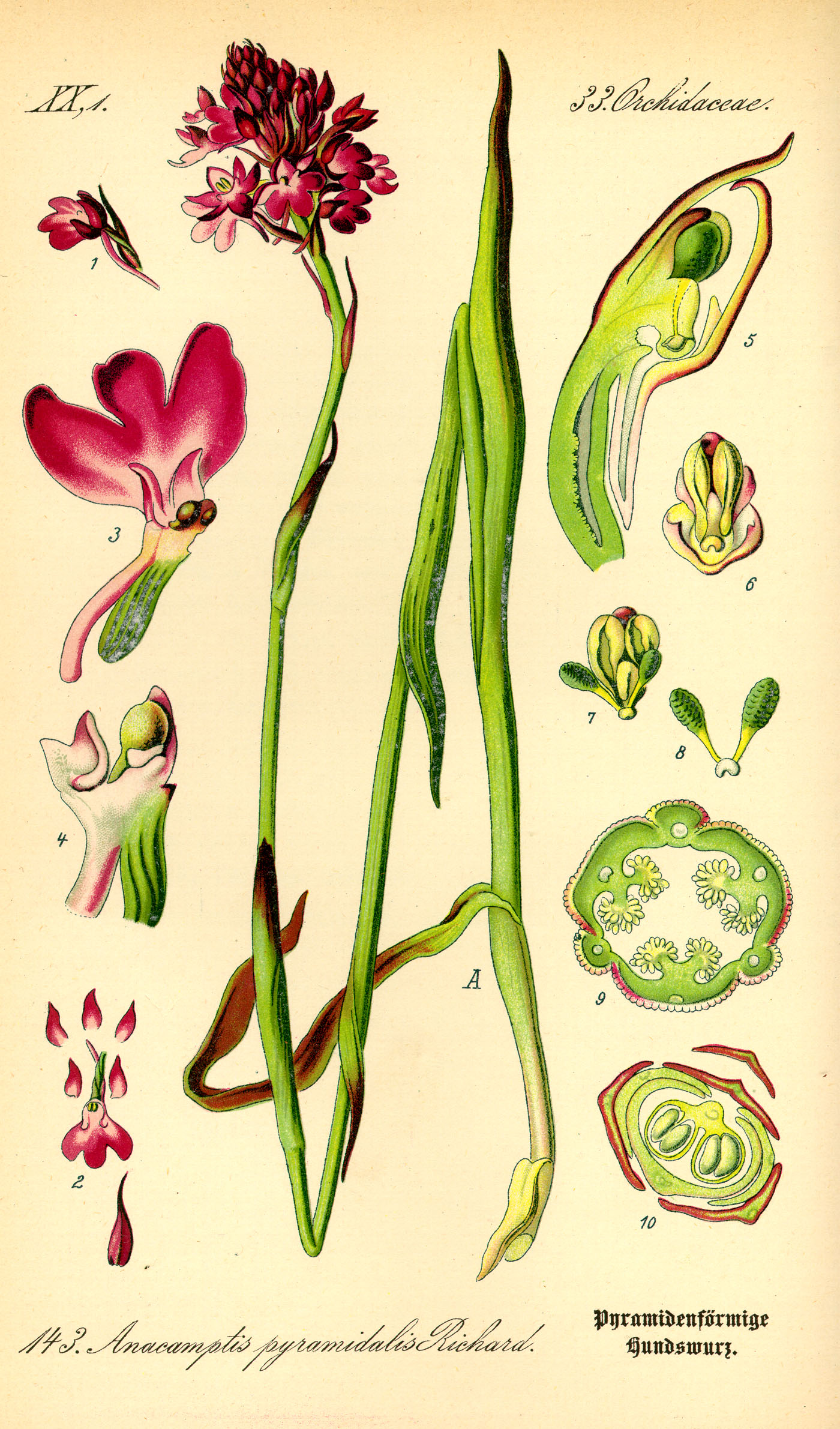
Morfologia

Koślaczek stożkowaty (Anacamptis pyramidalis (L.) Rich.) – gatunek rośliny z rodziny storczykowatych (Orchidaceae).

## Rozmieszczenie geograficzne
Centrum jego występowania stanowi obszar śródziemnomorski, gdzie rośnie we fryganie. Dalej na północ rzadszy, sięga do północnych krańców Wysp Brytyjskich oraz Estonii. Dawniej w Polsce występował w rozproszeniu na Pomorzu Zachodnim, Pojezierzu Mazurskim, w Wielkopolsce, w Ojcowie oraz w okolicach Przemyśla. Następnie zaniknął na tych stanowiskach i nie udawało się go odszukać przez ponad 70 lat. Przez długi czas uważany był za gatunek wymarły, aż do odnalezienia w 2009 r. w dolinie dolnej Odry.

## Morfologia
ŁodygaOsiąga wysokość do 60 cm. W górnym odcinku często czerwonawa. Wyrasta z podwójnej bulwy, jajowatej lub kulistej.
LiścieDolne równowąskolancetowate, górne pochwiaste i małe. Na łodydze jest 7-12 liści, z czego 2-4 tworzą pojawiającą się dopiero jesienią różyczkę liściową u podstawy łodygi. Liście w różyczce są jajowatolancetowate, bezplamiste, mają długość 8–17 cm i szerokość 0,8–2,1 cm.
KwiatyCiemnoczerwone do różowych, zebrane w jeden krótki, stożkowaty kwiatostan, siedzący w kątach błoniastych przysadek o długości 2–9 cm. W jednym kwiatostanie jest 10–80 kwiatów. Jajowatolancetowate boczne listki w zewnętrznym okółku okwiatu mają długość 5-8,5 mm i ustawione są poziomo. Wewnętrzne listki oraz listek środkowy tworzą hełm, którego barwa stopniowo zmienia się od białej poprzez różową do karminowoczerwonej. Trójłatkowa warżka ma długość 6–10 mm, szerokość 8–14 mm i bardzo długą ostrogę. Środkowa jej łatka zazwyczaj jest mniejsza od półokrągłych łatek bocznych. W nasadzie warżki dwie wystające listewki. Szpilkowata ostroga ma długość 8–19 mm, szerokość 0,5–0,9 mm. Pollinarium z wspólną, siodełkowatą nóżką (retinaculum).

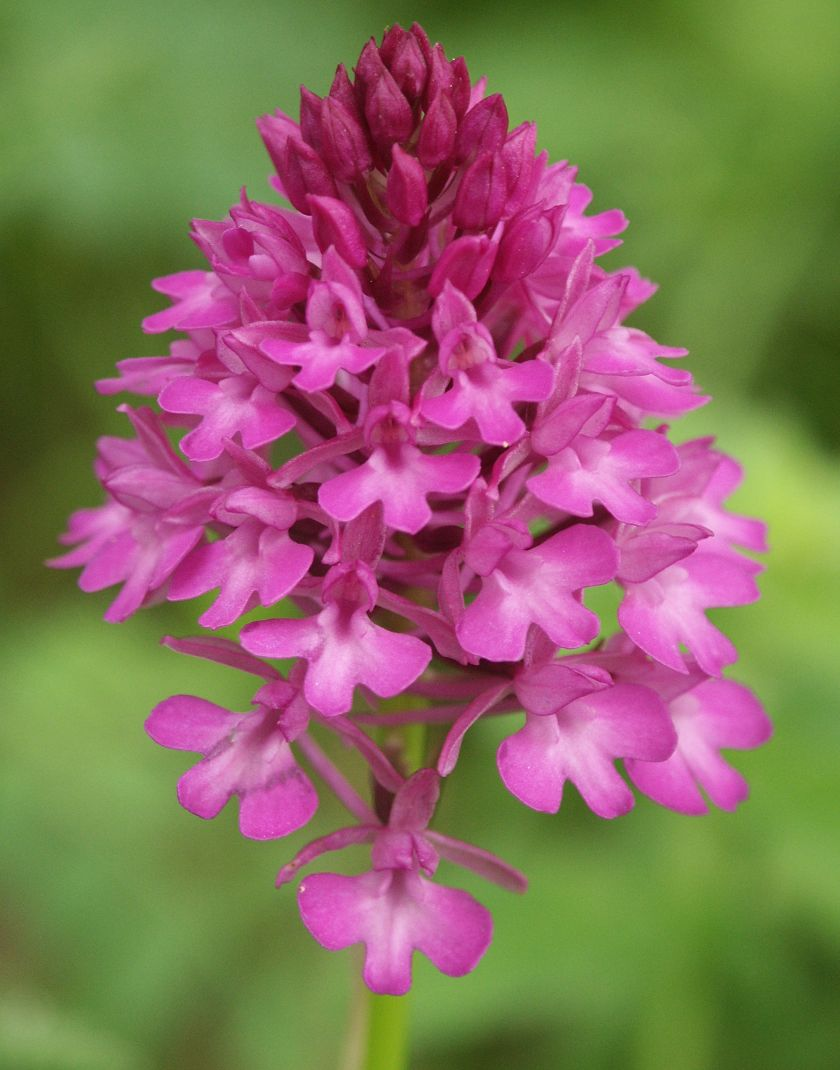
Kwiatostan
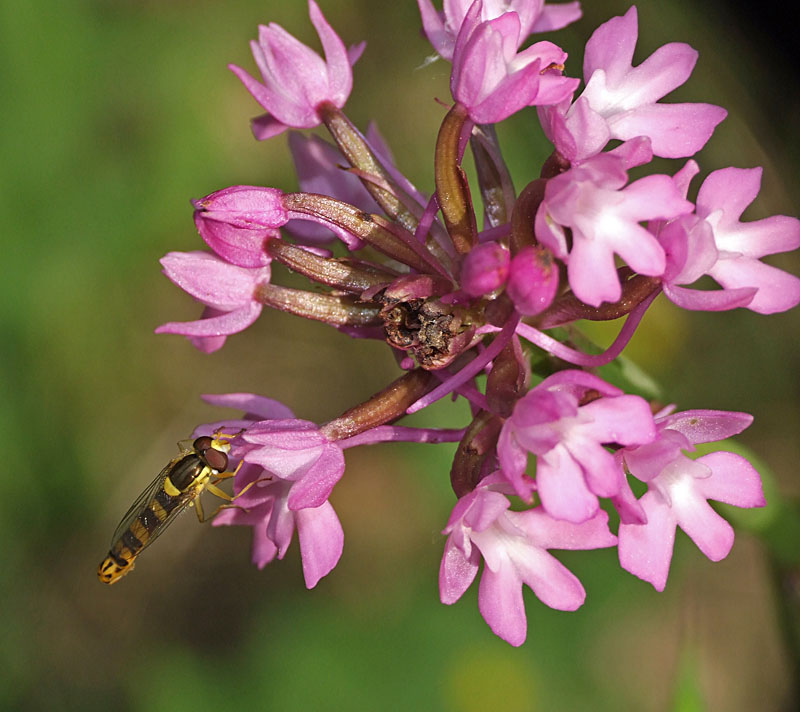
Kwiaty
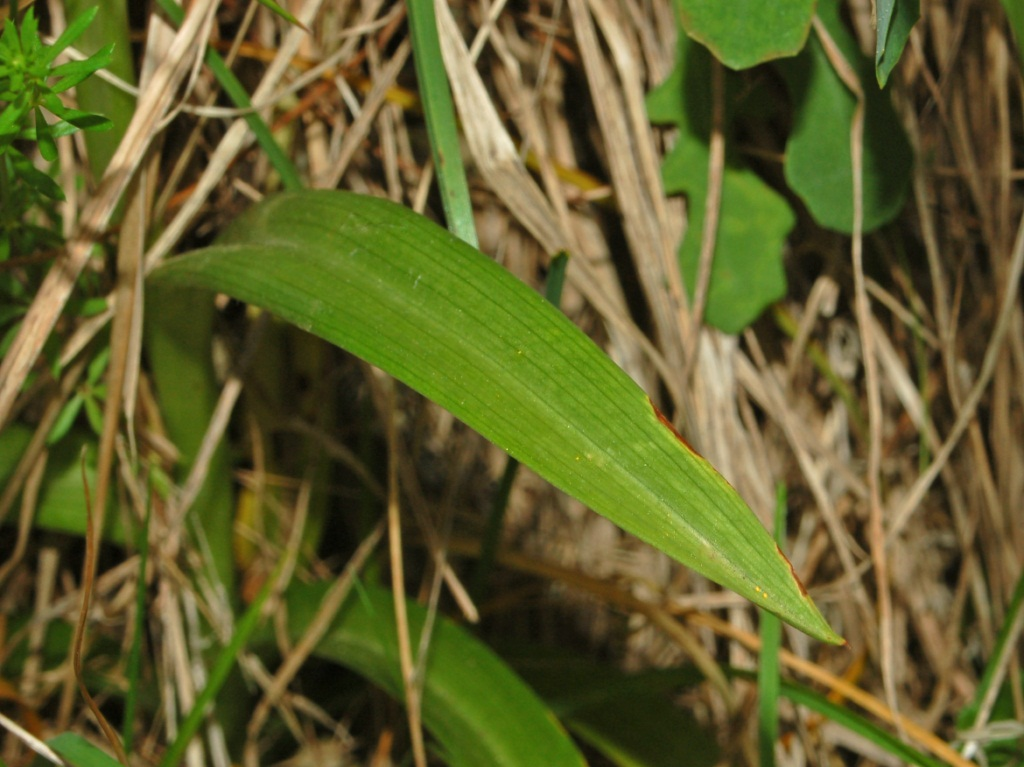
Liście
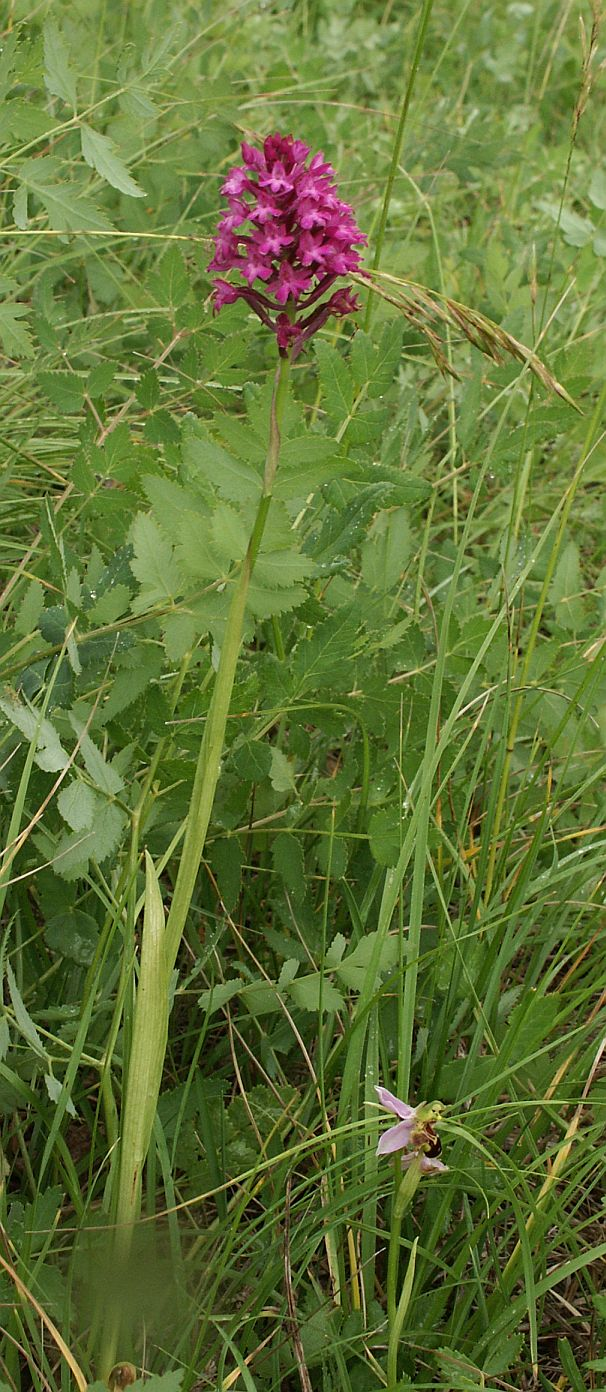
Pokrój

## Biologia i ekologia
RozwójBylina, geofit. Kwiaty zapylane są przez długotrąbkowe motyle dzienne, kraśnikowate oraz motyle nocne aktywne również za dnia. Kwiaty zwabiają owady barwą i kształtem, jednak nie wytwarzają nektaru. Liczba zawiązywanych owoców jest procentowo dość duża.
SiedliskoWystępuje na murawach kserotermicznych, polanach śródleśnych, trawiastych zboczach i w widnych zaroślach. Kwitnie od czerwca do lipca. Jest gatunkiem wapieniolubnym i światłolubnym.
GenetykaLiczba chromosomów 2n = 36, 54, 63, 72. Tworzy mieszańce międzyrodzajowe ze storczykiem cuchnącym (Orchis coriophora), storczykiem samczym (Orchis morio) i Orchis sancta.

## Zagrożenia i ochrona
Kategorie zagrożenia:
- Kategoria zagrożenia w Polsce według Czerwonej listy roślin i grzybów Polski (2006)[10]: EX (wymarły); 2016: CR (krytycznie zagrożony)[11].
- Kategoria zagrożenia w Polsce według Polskiej Czerwonej Księgi Roślin (2001)[12]: EX (wymarły); 2014: CR (krytycznie zagrożony)[13].

Prawdopodobnie przyczyną niemal całkowitego wyginięcia tego gatunku w Polsce była zmiana sposobu użytkowania łąk i pastwisk. Ponieważ gatunek ten został uznany za wymarły w Polsce, skreślono go z listy roślin chronionych. Ponownie odnaleziony został na zboczu kserotermicznym w dolinie dolnej Odry w 2009. Po tym odkryciu został objęty ochroną gatunkową najpierw na terenie województwa zachodniopomorskiego zarządzeniem Regionalnego Dyrektora Ochrony Środowiska w Szczecinie, a następnie na terenie całego kraju.